# Лорис
Вижте пояснителната страница за други значения на Лорис.
Лорѝс (на френски: Lorris, [lɔʁis]) е град в северна Франция, част от департамента Лоаре на регион Център-Вал дьо Лоар. Населението му е около 3 000 души (2019).
Разположен е на 117 метра надморска височина в южния край на Парижкия басейн, на 45 километра източно от Орлеан и на 100 километра южно от Париж. Селището е известно от началото на XII век, когато получава харта от крал Луи VI. Днес в него функционират два дърводелски цеха и 24 ферми, използващи 1200 ha, главно за зърнени култури и животновъдство.

## Известни личности
Родени в Лорис
- Гийом дьо Лорис (1200 – 1238), френски писател